# Golden Globe Awards 1989
Die 46. Verleihung der Golden Globe Awards fand am 28. Januar 1989 statt.

## Gewinner und Nominierte im Bereich Film

### Bester Film – Drama
Rain Man – Regie: Barry Levinson
- Die Flucht ins Ungewisse (Running on Empty) – Regie: Sidney Lumet
- Die Reisen des Mr. Leary (The Accidental Tourist) – Regie: Lawrence Kasdan
- Die unerträgliche Leichtigkeit des Seins (The Unbearable Lightness of Being) – Regie: Philip Kaufman
- Ein Schrei in der Dunkelheit (A Cry in the Dark) – Regie: Fred Schepisi
- Gorillas im Nebel (Gorillas in the Mist: The Story of Dian Fossey) – Regie: Michael Apted
- Mississippi Burning – Die Wurzel des Hasses (Mississippi Burning) – Regie: Alan Parker

### Bester Film – Musical/Komödie
Die Waffen der Frauen (Working Girl) – Regie: Mike Nichols
- Big – Regie: Penny Marshall
- Ein Fisch namens Wanda (A Fish Called Wanda) – Regie: Charles Crichton
- Falsches Spiel mit Roger Rabbit (Who Framed Roger Rabbit) – Regie: Robert Zemeckis
- Midnight Run – Fünf Tage bis Mitternacht (Midnight Run) – Regie: Martin Brest

### Beste Regie
Clint Eastwood – Bird
- Barry Levinson – Rain Man
- Sidney Lumet – Die Flucht ins Ungewisse (Running on Empty)
- Mike Nichols – Die Waffen der Frauen (Working Girl)
- Alan Parker – Mississippi Burning – Die Wurzel des Hasses (Mississippi Burning)
- Fred Schepisi – Ein Schrei in der Dunkelheit (A Cry in the Dark)

### Bester Hauptdarsteller – Drama
Dustin Hoffman – Rain Man
- Gene Hackman – Mississippi Burning – Die Wurzel des Hasses (Mississippi Burning)
- Tom Hulce – Dominick & Eugene (Dominick and Eugene)
- Edward James Olmos – Stand and Deliver
- Forest Whitaker – Bird

### Beste Hauptdarstellerin – Drama
Jodie Foster – Angeklagt (The Accused)

Shirley MacLaine – Madame Sousatzka

Sigourney Weaver – Gorillas im Nebel (Gorillas in the Mist)
- Christine Lahti – Die Flucht ins Ungewisse (Running on Empty)
- Meryl Streep – Ein Schrei in der Dunkelheit (A Cry in the Dark)

### Bester Hauptdarsteller – Musical/Komödie
Tom Hanks – Big
- Michael Caine – Zwei hinreißend verdorbene Schurken (Dirty Rotten Scoundrels)
- John Cleese – Ein Fisch namens Wanda (A Fish Called Wanda)
- Robert De Niro – Midnight Run – Fünf Tage bis Mitternacht (Midnight Run)
- Bob Hoskins – Falsches Spiel mit Roger Rabbit (Who Framed Roger Rabbit)

### Beste Hauptdarstellerin – Musical/Komödie
Melanie Griffith – Die Waffen der Frauen (Working Girl)
- Jamie Lee Curtis – Ein Fisch namens Wanda (A Fish Called Wanda)
- Amy Irving – Sarah und Sam (Crossing Delancey)
- Michelle Pfeiffer – Die Mafiosi-Braut (Married to the Mob)
- Susan Sarandon – Annies Männer (Bull Durham)

### Bester Nebendarsteller
Martin Landau – Tucker (Tucker: The Man and his Dream)
- Alec Guinness – Klein Dorrit (Little Dorrit)
- Neil Patrick Harris – Claras Geheimnis (Clara’s Heart)
- Raúl Juliá – Mond über Parador (Moon Over Parador)
- Lou Diamond Phillips – Stand and Deliver
- River Phoenix – Die Flucht ins Ungewisse (Running on Empty)

### Beste Nebendarstellerin
Sigourney Weaver – Die Waffen der Frauen (Working Girl)
- Sônia Braga – Mond über Parador (Moon Over Parador)
- Barbara Hershey – Die letzte Versuchung Christi (The Last Temptation of Christ)
- Lena Olin – Die unerträgliche Leichtigkeit des Seins (The Unbearable Lightness of Being)
- Diane Venora – Bird

### Bestes Drehbuch
Naomi Foner – Die Flucht ins Ungewisse (Running on Empty)
- Ronald Bass, Barry Morrow – Rain Man
- Robert Caswell, Fred Schepisi – Ein Schrei in der Dunkelheit (A Cry in the Dark)
- Chris Gerolmo – Mississippi Burning – Die Wurzel des Hasses (Mississippi Burning)
- Kevin Wade – Die Waffen der Frauen (Working Girl)

### Beste Filmmusik
Maurice Jarre – Gorillas im Nebel (Gorillas in the Mist)
- Peter Gabriel – Die letzte Versuchung Christi (The Last Temptation of Christ)
- Gerald Gouriet – Madame Sousatzka
- Dave Grusin – Milagro – Der Krieg im Bohnenfeld (The Milagro Beanfield War)
- John Williams – Die Reisen des Mr. Leary (The Accidental Tourist)

### Bester Filmsong
"Two Hearts" aus Buster – Phil Collins, Lamont Dozier

"Let the River Run" aus Die Waffen der Frauen (Working Girl) – Carly Simon
- "Kokomo" aus Cocktail – Scott McKenzie, Mike Love, Terry Melcher, John Phillips
- "Twins" aus Twins – Zwillinge (Twins) – Lorrin Bates, Skip Scarborough
- "When a Woman Loves a Man" aus Annies Männer (Bull Durham) – Bernard Hanighen, Gordon Jenkins, Johnny Mercer
- "Why Should I Worry?" aus Oliver & Co. (Oliver & Company) – Dan Hartman, Charlie Midnight

### Bester fremdsprachiger Film
Pelle, der Eroberer (Pelle Erobreren), Dänemark – Regie:Bille August
- Babettes Fest (Babettes gæstebud), Dänemark – Regie:Gabriel Axel
- Frauen am Rande des Nervenzusammenbruchs (Mujeres al borde de un ataque de nervios), Spanien – Regie:Pedro Almodóvar
- Hanussen (Profeta), Ungarn – Regie:István Szabó
- Salaam Bombay!, Indien – Regie:Mira Nair

## Gewinner und Nominierte im Bereich Fernsehen

### Beste Serie – Drama
Die besten Jahre (Thirtysomething)
- Die Schöne und das Biest (Beauty and the Beast)
- Kampf gegen die Mafia (Wiseguy)
- L.A. Law – Staranwälte, Tricks, Prozesse (L.A. Law)
- Mord ist ihr Hobby (Murder, She Wrote)

### Beste Serie – Musical/Komödie
Wunderbare Jahre (The Wonder Years)
- Cheers
- Golden Girls (The Golden Girls)
- Murphy Brown
- Roseanne

### Beste Miniserie oder bester Fernsehfilm
Feuersturm und Asche (War and Remembrance)
- Der Fall Mary Phagan (The Muder of Mary Phagan)
- Hemingway
- Jack the Ripper – Das Ungeheuer von London (Jack the Ripper)
- The Tenth Man

### Bester Hauptdarsteller in einer Fernsehserie – Drama
Ron Perlman – Die Schöne und das Biest (Beauty and the Beast)
- Corbin Bernsen – L.A. Law – Staranwälte, Tricks, Prozesse (L.A. Law)
- Harry Hamlin – L.A. Law – Staranwälte, Tricks, Prozesse (L.A. Law)
- Carroll O’Connor – In der Hitze der Nacht (In the Heat of the Night)
- Ken Wahl – Kampf gegen die Mafia (Wiseguy)

### Beste Hauptdarstellerin in einer Fernsehserie – Drama
Jill Eikenberry – L.A. Law – Staranwälte, Tricks, Prozesse (L.A. Law)
- Linda Hamilton – Die Schöne und das Biest (Beauty and the Beast)
- Sharon Gless – Cagney & Lacey
- Susan Dey – L.A. Law – Staranwälte, Tricks, Prozesse (L.A. Law)
- Angela Lansbury – Mord ist ihr Hobby (Murder, She Wrote)

### Bester Hauptdarsteller in einer Fernsehserie – Musical/Komödie
Michael J. Fox – Familienbande (Family Ties)

Judd Hirsch – Mein lieber John (Dear John)

Richard Mulligan – Harrys Nest (Empty Nest)
- Ted Danson – Cheers
- Tony Danza – Wer ist hier der Boss? (Who’s the Boss?)
- John Goodman – Roseanne

### Beste Hauptdarstellerin in einer Fernsehserie – Musical/Komödie
Candice Bergen – Murphy Brown
- Beatrice Arthur – Golden Girls (The Golden Girls)
- Roseanne Barr – Roseanne
- Tracey Ullman – Die Tracey Ullman Show (The Tracey Ullman Show)
- Betty White – Golden Girls (The Golden Girls)

### Bester Hauptdarsteller in einer Miniserie oder einem Fernsehfilm
Michael Caine – Jack the Ripper – Das Ungeheuer von London (Jack the Ripper)

Stacy Keach – Hemingway
- Richard Chamberlain – Agent ohne Namen (The Bourne Identity)
- Anthony Hopkins – The Tenth Man
- Jack Lemmon – Der Fall Mary Phagan (The Muder of Mary Phagan)

### Beste Hauptdarstellerin in einer Miniserie oder einem Fernsehfilm
Ann Jillian – Die Geschichte der Ann Jillian (The Ann Jillian Story)
- Vanessa Redgrave – A Man for All Seasons
- Jane Seymour – Feuersturm und Asche (War and Remembrance)
- Jane Seymour – König ihres Herzens (The Woman He Loved)
- JoBeth Williams – Baby M

### Bester Nebendarsteller in einer Fernsehserie, einer Miniserie oder einem Fernsehfilm
Barry Bostwick – Feuersturm und Asche (War and Remembrance)

John Gielgud – Feuersturm und Asche (War and Remembrance)
- Armand Assante – Jack the Ripper – Das Ungeheuer von London (Jack the Ripper)
- Kirk Cameron – Unser lautes Heim (Growing Pains)
- Larry Drake – L.A. Law – Staranwälte, Tricks, Prozesse (L.A. Law)
- Derek Jacobi – The Tenth Man
- Edward James Olmos – Miami Vice

### Beste Nebendarstellerin in einer Fernsehserie, einer Miniserie oder einem Fernsehfilm
Katherine Helmond – Wer ist hier der Boss? (Who’s the Boss?)
- Jackée Harry – 227
- Swoosie Kurtz – Liebe auf Texanisch (Baja Oklahoma)
- Rhea Perlman – Cheers
- Susan Ruttan – L.A. Law – Staranwälte, Tricks, Prozesse (L.A. Law)

## Cecil B. De Mille Award
- Doris Day

## Miss Golden Globe
Kyle Aletter (Tochter von Frank Aletter und Lee Meriwether)